# Exoernestia uruhuasi
Exoernestia uruhuasi är en tvåvingeart som beskrevs av Townsend 1927. Exoernestia uruhuasi ingår i släktet Exoernestia och familjen parasitflugor.
Artens utbredningsområde är Peru. Inga underarter finns listade i Catalogue of Life.